# Elfrida, Arizona
Elfrida je naseljeno područje za statističke svrhe u okrugu Cochise u američkoj saveznoj državi Arizona. Prema popisu stanovništva iz 2010. u njemu je živjelo 459 stanovnika.
U Elfridi se nalazi Valley Union High School.

## Povijest
U blizini današnje Elfride nalazio se stalni izvor vode poznat kao Soldiers Hole, a 1892. tu je podignuta pošta pod imenom "Descanso", a onda i škola koju su Mormoni koristili i kao crkvu. Nakon što je 1909. željeznica zaobišla Soldiers Hole, ovaj izvor više nije u upotrebi, a na tome mjestu 2000 godine podignut je marker koji se nalazi uz cestu West Gleeson Road 2.5 milja zpadno od Arizona Highway 191.
Naziv Soldiers Hole vjerojatno dolazi po tome što su ga tijekom ratova s Chiricahua Apačima (1861-1886) koristili američki vojnici.